# Chris Williams (muzyk)
Chris Williams (ur. 1 marca 1971, zm. 12 grudnia 2000) – amerykański perkusista.
Był członkiem grupy Control Denied w początkach jej działalności, w latach 1996–1997. Współpracował również z grupami Talonzfury, Pain Principle, Beyond Unknown, Death.
Muzyk zginął w wypadku samochodowym 12 grudnia 2000 roku.